# Teletón 2019 (Perú)
La Teletón Perú de 2019, cuyo lema es De todos. Para todos, es la vigésimo octava edición de dicho evento solidario que se realiza en Perú desde 1981, buscando recaudar fondos para la rehabilitación infantil de niños con discapacidad motriz que se atienden en la Orden Hospitalaria San Juan de Dios del Perú. La actividad se realizó los días 8 y 9 de noviembre y tuvo como sede el teatro de Plaza Norte en Lima, siendo transmitida por las cadenas Latina, América, Panamericana, ATV y América Next. La meta propuesta fue de S/ 11 748 829.
| Meta        | S/ 11 748 829 |
| Recaudación | S/ 12 553 004 |

## Lanzamiento
El 9 de octubre de 2019 se anunció la 28ª edición de la Teletón, programada para los días viernes 8 y sábado 9 de noviembre. La conferencia de prensa, hecha simultáneamente en las seis Clínicas San Juan de Dios presentó los resultados de la recaudación de la campaña anterior e indicó que el dinero recaudado en la cruzada del 2019 sería invertido para el aumento del número de atenciones en los centros ya existentes planeándose además iniciar trabajos para un nuevo centro de rehabilitación en el Distrito de Villa El Salvador.

## Gira Teletón
La gira del año 2019 pasó por las siguientes ciudades
| Fecha | Ciudad   | Animadores                                                                  |
| ----- | -------- | --------------------------------------------------------------------------- |
| 5/10  | Trujillo | Maju Mantilla Alan Diez                                                     |
| 11/10 | Cuzco    | Laura Huarcayo Juan Carlos Orderique                                        |
| 12/10 | Tarapoto | Flavia Laos Patricio Parodi                                                 |
| 15/10 | Chiclayo | Vanessa Terkes Rosana Cueva Alejandro Benites "Zumba"                       |
| 16/10 | Iquitos  | Andrea Llosa Victor Hugo Davila                                             |
| 17/10 | Ica      | Karina Rivera Giuliana Rengifo Ricky Trevitazzo                             |
| 23/10 | Arequipa | Gisela Valcárcel Jaime "Choca" Mandros Pancho Cavero                        |
| 25/10 | Piura    | Aldo Miyashiro Cristian Rivero                                              |
| 01/11 | Lima     | Eddie Fleischman Pamela Vértiz Ethel Pozo Brunella Horna Korina Rivadeneira |

## Transmisión
La transmisión del evento se realizó en conjunto por todos los canales de televisión de señal abierta.
| Canal | Canal                   | Grupo                                                     |
| ----- | ----------------------- | --------------------------------------------------------- |
|       | Latina Televisión       | Grupo Enfoca                                              |
|       | América Televisión      | Grupo Plural TV                                           |
|       | Panamericana Televisión | Telespectra S.A.C. Global Corporation & Consulting S.A.C. |
|       | ATV                     | Grupo ATV                                                 |
|       | América Next            | Grupo ATV Grupo Plural TV                                 |

## Conductores
| Conductor        | Canal |
| ---------------- | ----- |
| Andrea Llosa     |       |
| Pamela Vértiz    |       |
| Paco Bázan       |       |
| Aldo Miyashiro   |       |
| Gisela Valcarcel |       |
| Cristian Rivero  |       |
| Eddie Fleischman |       |
| Laura Huarcayo   |       |
| Mabel Huertas    |       |

## Recaudación

### Cómputos
| Hora  | Monto en Soles | % meta   | Monto en Dólares |
| ----- | -------------- | -------- | ---------------- |
| 23:26 | S/ 283.50      | 0.00 %   | US$ 84.37        |
| 00:47 | S/ 553 360     | 4.71 %   | US$ 164 690      |
| 01:43 | S/ 665 308     | 5.68 %   | US$ 198 008      |
| 02:50 | S/ 707 386     | 6.02 %   | US$ 210 531      |
| 06:10 | S/ 749 465     | 6.38 %   | US$ 223 055      |
| 09:31 | S/ 1 160 101   | 9.87 %   | US$ 322 250      |
| 10:33 | S/ 1 483 979   | 12.63 %  | US$ 441 660      |
| 11:11 | S/ 1 574 317   | 13.40 %  | US$ 468 546      |
| 13:12 | S/ 2 624 597   | 22.34 %  | US$ 781 130      |
| 14:08 | S/ 3 400 072   | 28.94 %  | US$ 1 011 926    |
| 15:32 | S/ 4 131 654   | 35.17 %  | US$ 1 229 658    |
| 17:35 | S/ 5 181 109   | 44.10 %  | US$ 1 541 996    |
| 18:36 | S/ 5 819 111   | 49.53 %  | US$ 1 731 878    |
| 19:16 | S/ 6 548 067   | 55.73 %  | US$ 1 948 829    |
| 20:12 | S/ 7 895 217   | 67.20 %  | US$ 2 349 766    |
| 21:05 | S/ 9 248 830   | 78.72 %  | US$ 2 752 627    |
| 21:48 | S/ 11 198 502  | 95.32 %  | US$ 3 332 887    |
| 22:00 | S/ 12 553 004  | 106.84 % | US$ 3 736 013    |

### Aportes de Empresas

#### Auspiciadores
| Empresa | Empresa   | Monto en Soles | Monto en Dólares |
| ------- | --------- | -------------- | ---------------- |
|         | BCP       | S/             | US$              |
|         | Plaza Vea | S/ 356 000     | US$              |
|         | Promart   | S/             | US$              |
|         | Mimaskot  | S/ 341 500     | US$              |
| Total   | Total     | S/             | US$              |

#### Empresas Privadas
| Empresa                | Monto en Soles | Monto en Dólares |
| ---------------------- | -------------- | ---------------- |
| Luz del Sur            | S/ 100 000     | US$ 29 761       |
| Danper                 | S/ 20 000      | US$ 5 952        |
| Colegio Saco Oliveros  | S/ 15 000      | US$ 4 464        |
| Grupo Proas            | S/ 68 200      | US$ 20 297       |
| Newrest                | S/ 15 000      | US$ 4 464        |
| Latino Perú            | S/ 15 000      | US$ 4 464        |
| Boticas Hogar y Salud  | S/ 15 000      | US$ 4 464        |
| Gate Gourmet           | S/ 15 000      | US$ 4 464        |
| Instituto Columbia     | S/ 30 000      | US$ 8 928        |
| Caja Sullana           | S/ 20 640      | US$ 6 142        |
| Caja Piura             | S/ 30 971      | US$ 9 217        |
| Caja Trujillo          | S/ 15 952      | US$ 4 747        |
| ICPNA                  | S/ 30 000      | US$ 8 928        |
| Sedapal                | S/ 20 015      | US$ 5 956        |
| Grupo EFE              | S/ 20 000      | US$ 5 952        |
| COFA FAM               | S/ 25 000      | US$ 7 440        |
| Inova Schools          | S/ 18 744      | US$ 5 578        |
| Copeinca               | S/ 30 830      | US$ 9 175        |
| Petroperú              | S/ 70 981      | US$ 21 125       |
| Financiera Oh          | S/ 20 000      | US$ 5 952        |
| Oeschle                | S/ 20 071      | US$ 5 973        |
| Camposol               | S/ 55 050      | US$ 16 383       |
| Colegio Trilce         | S/ 100 000     | US$ 29 761       |
| Inkafarma              | S/ 370 000     | US$ 110 119      |
| Caja Arequipa          | S/ 72 000      | US$ 21 428       |
| Aceros Arequipa        | S/ 34 120      | US$ 10 154       |
| Southern Peru          | S/ 100 000     | US$ 29 761       |
| Compartamos Financiera | S/ 45 572      | US$ 13 563       |
| Grupo Pamer            | S/ 50 305      | US$ 14 971       |
| Tinka                  | S/ 55 320      | US$ 16 464       |
| Prosegur               | S/ 65 500      | US$ 19 494       |
| Mi Banco               | S/ 86 470      | US$ 25 735       |
| Fundación de Osman     | S/ 100 800     | US$ 30 000       |
| LXG                    | S/ 330 000     | US$ 98 768       |
| Total                  | S/ 1 751 541   | US$ 521 283      |

#### Estado del Perú
| Institución                 | Monto en Soles | Monto en Dólares |
| --------------------------- | -------------- | ---------------- |
| Ministerio de Defensa       | S/ 49 631      | US$ 14 771       |
| Municipalidad de Miraflores | S/ 15 000      | US$ 4 464        |
| Policía Nacional del Perú   | S/ 242 755     | US$ 72 248       |
| Total                       | S/ 307 386     | US$ 91 483       |